# Vanessa Falk
Julia Vanessa Falk, född 19 augusti 1985 i Maria Magdalena församling i Stockholm, är en svensk sångare och låtskrivare.
Vanessa Falk är dotter till musikern och producenten Christian Falk och fotografen Tove Falk Olsson samt dotterdotter till Bo A. Karlsson.
Falk har bland annat medverkat på sin fars skiva People Say (2006) och på singeln Allvarligt talat (2010) med Mange Schmidt. Hon är tillsammans med Schmidt och fadern upphovsman till låten Vart tog du vägen? som Lena Philipsson gett ut på skivan Världen snurrar (2012).
Falk har skivkontrakt med Art:ery Music Group. År 2014 hedrade hon sin halvbror William (1988–2013), med låten Hurt, vilket uppmärksammades i en rad svenska medier.
Sedan våren 2015 medverkade Falk i podcasten "Adam & Kompani" som efterträdare till Carin da Silva. Podcasten lever vidare under nya namnet "Kompaniet" efter Adam Alsings oväntade bortgång 2020, där Vanessa Falk ledde podcasten med vännerna Daniel Breitholtz och Kristoffer Appelquist. Hon har tidigt i podcasten utsett sig själv till talesperson för pseudosjukdomen misofoni. Falk lämnade podcasten i Juni 2024. 
Hon har även medverkat som panelmedlem i dokusåpan Big Brother (Sverige) 2015.
Vanessa Falk släppte albumet First under april 2016.
17 december 2019 startade Vanessa en podcast som heter "något i hästväg"  med Nina Rademaekers. 

## Diskografi
- 2006 – People say / Christian Falk
- 2011 – Private Party[11]
- 2012 – Världen snurrar Lena Philipsson[3]
- 2014 – Hurt (singel)
- 2016 - First

## Låtar i urval
- Vart tog du vägen?, insjungen av Lena Philipsson, upphovsman tillsammans med Mange Schmidt och Christian Falk[3]